# Crabioules Occidental
El Crabioules Occidental o pic Occidental de Crabioules és una muntanya de 3.106 m d'altitud, amb una prominència de 16 m, que es troba al massís de Perdiguero, entre la província d'Osca (Aragó) i el departament de l'Alta Garona (França).